# Mutisioideae
A Mutisioideae a fészkesvirágzatúak (Asterales) rendjében az őszirózsafélék (Asteraceae) családjának egyik alcsaládja.

## Taxonómia
A Mutisioideae alcsaládba 3 nemzetségcsoport, 45 nemzetség és mintegy 630 faj tartozik.

## Fajai
A Mutisioideae alcsalád elemei a következők:
Mutisieae nemzetségcsoport
- Adenocaulon Hook. (5 spp.)
- Brachyclados Gillies ex D.Don (3 spp.)
- Chaetanthera Ruiz & Pav. (47 spp.)
- Chaptalia Vent. (69 spp.)
- Eriachaenium Sch.Bip (1 sp.)
- Gerbera L. (40 spp.)
- Leibnitzia Cass. (8 spp.)
- Lulia Zardini (1 sp.)
- Mutisia L.f. (58 spp.)
- Pachylaena D.Don ex Hook. (2 spp.)
- Perdicium L. (2 spp.)
- Trichocline Cass. (24 spp.)
- Uechtritzia Freyn (3 spp.)

Onoserideae nemzetségcsoport
- Aphyllocladus Wedd.
- Gypothamnium Phil. (1 sp.)
- Lycoseris Cass.
- Onoseris Willd.
- Plazia Ruiz & Pav
- Urmenetea Phil.

Nassauvieae nemzetségcsoport
- Acourtia D.Don (65 spp.)
- Ameghinoa Speg.
- Berylsimpsonia B. L. Turner
- Burkartia Crisci (1 sp.)
- Calopappus Meyen
- Calorezia Panero
- Cephalopappus Nees & Mart.
- Criscia Katinas (1 sp.)
- Dolichlasium Lag.
- Holocheilus Cass. (7 spp.)[6]
- Jungia L. f.
- Leucheria Lag.
- Leunisia Phil.
- Lophopappus Rusby
- Macrachaenium Hook f. (1 sp.)
- Marticorenia Crisci (1 sp.)
- Moscharia Ruiz & Pav.
- Nassauvia Comm. ex Juss.
- Oxyphyllum Phil.
- Panphalea Lag. (9 spp.)[6]
- Perezia Lag.
- Pleocarphus D.Don: (1 sp.)
- Polyachyrus Lag.
- Proustia Lag.
- Triptilion Ruiz & Pav.
- Trixis P.Br. (50 spp.)

## Galéria

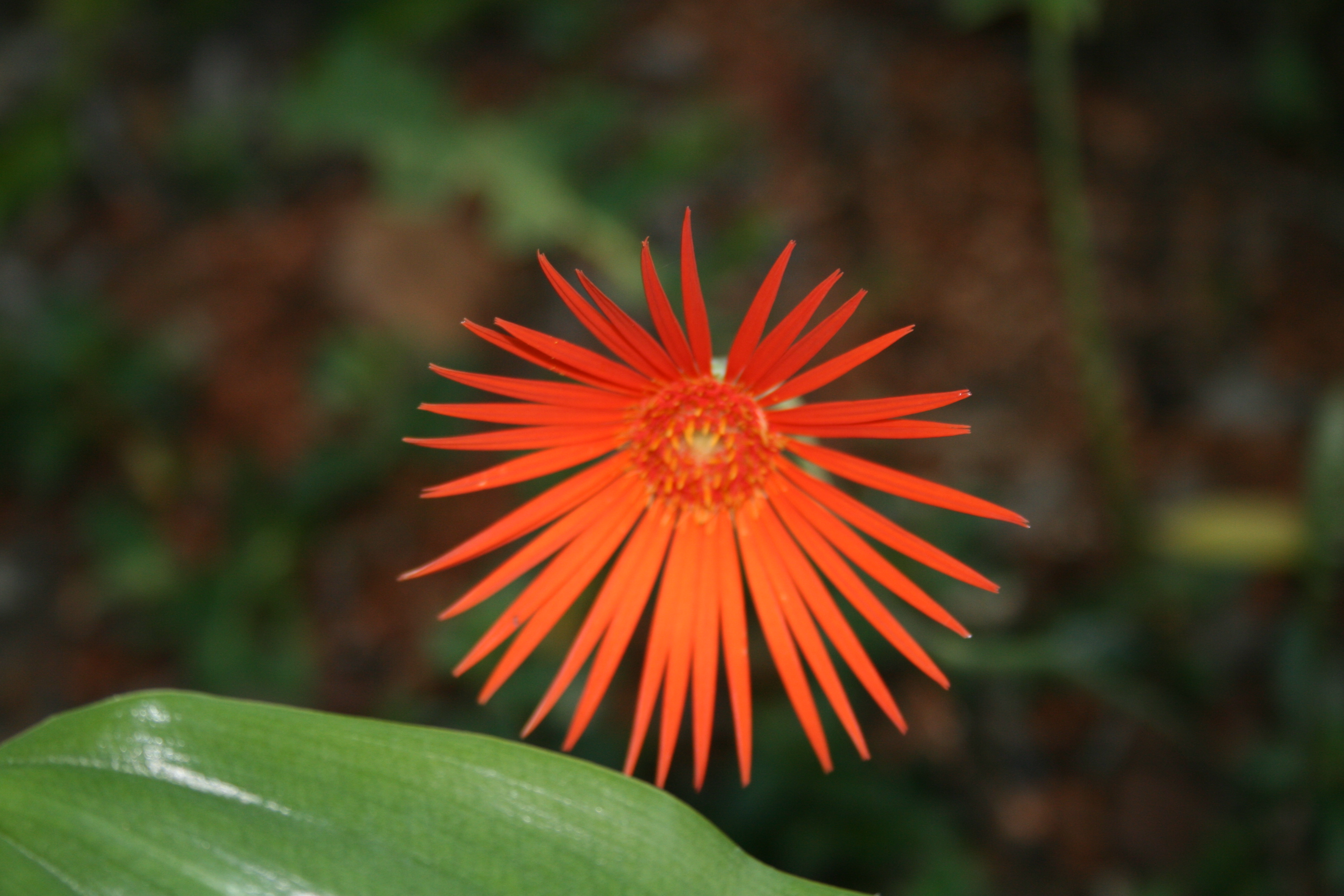
Gerbera jamesonii (Mutisieae)
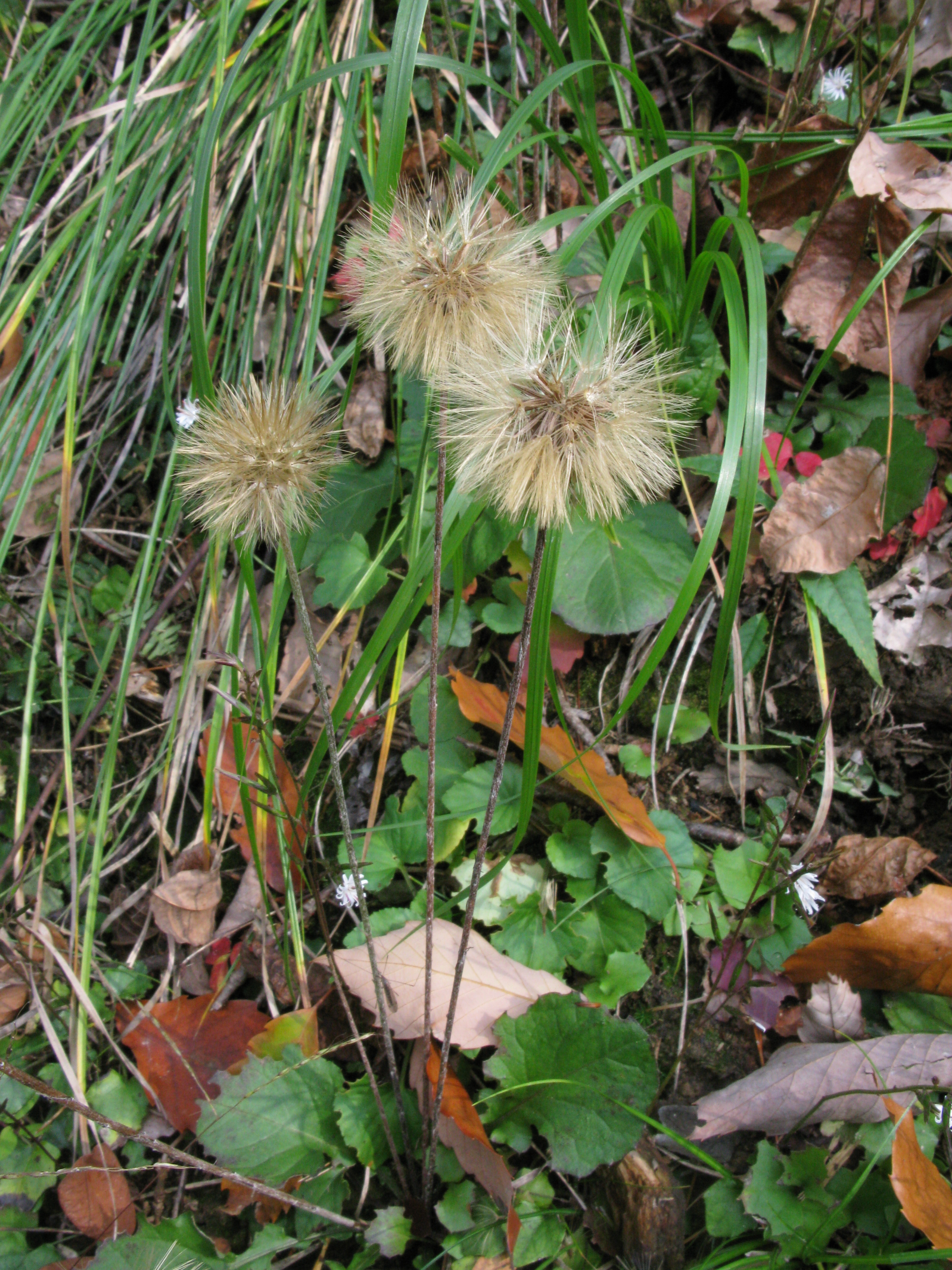
Leibnitzia anandria (Mutisieae)
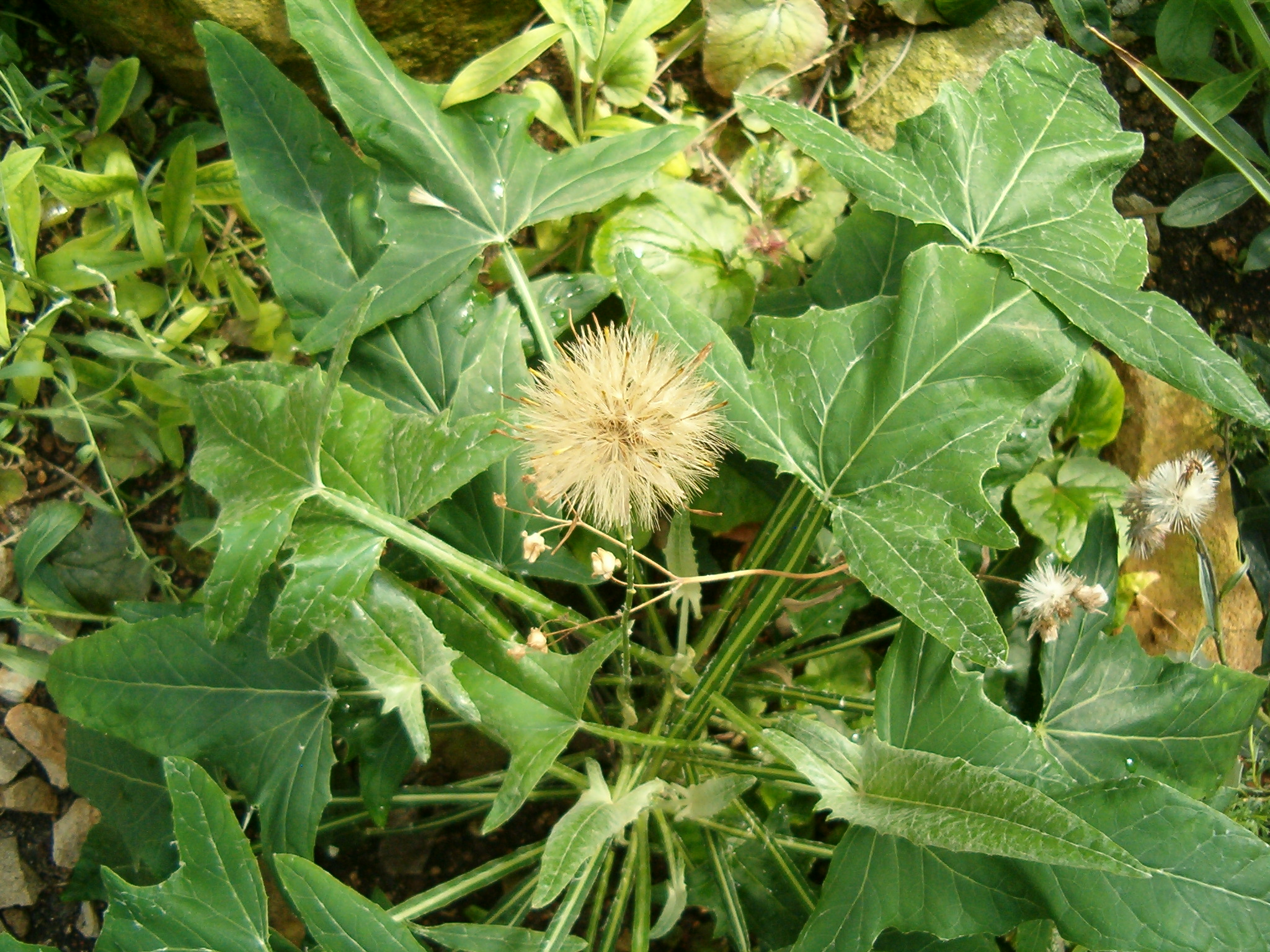
Onoseris alata (Onoserideae)
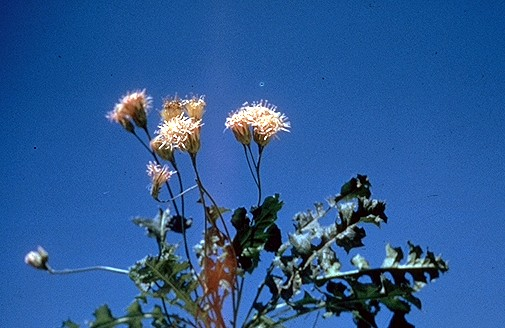
Acourtia runcinata (Nassauvieae)
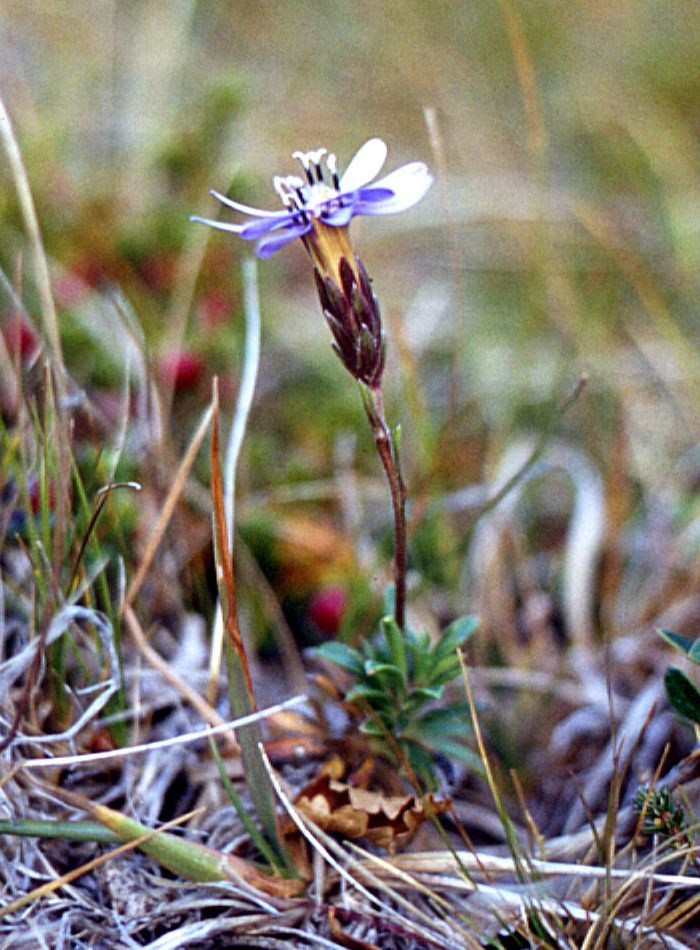
Perezia recurvata (Nassauvieae)
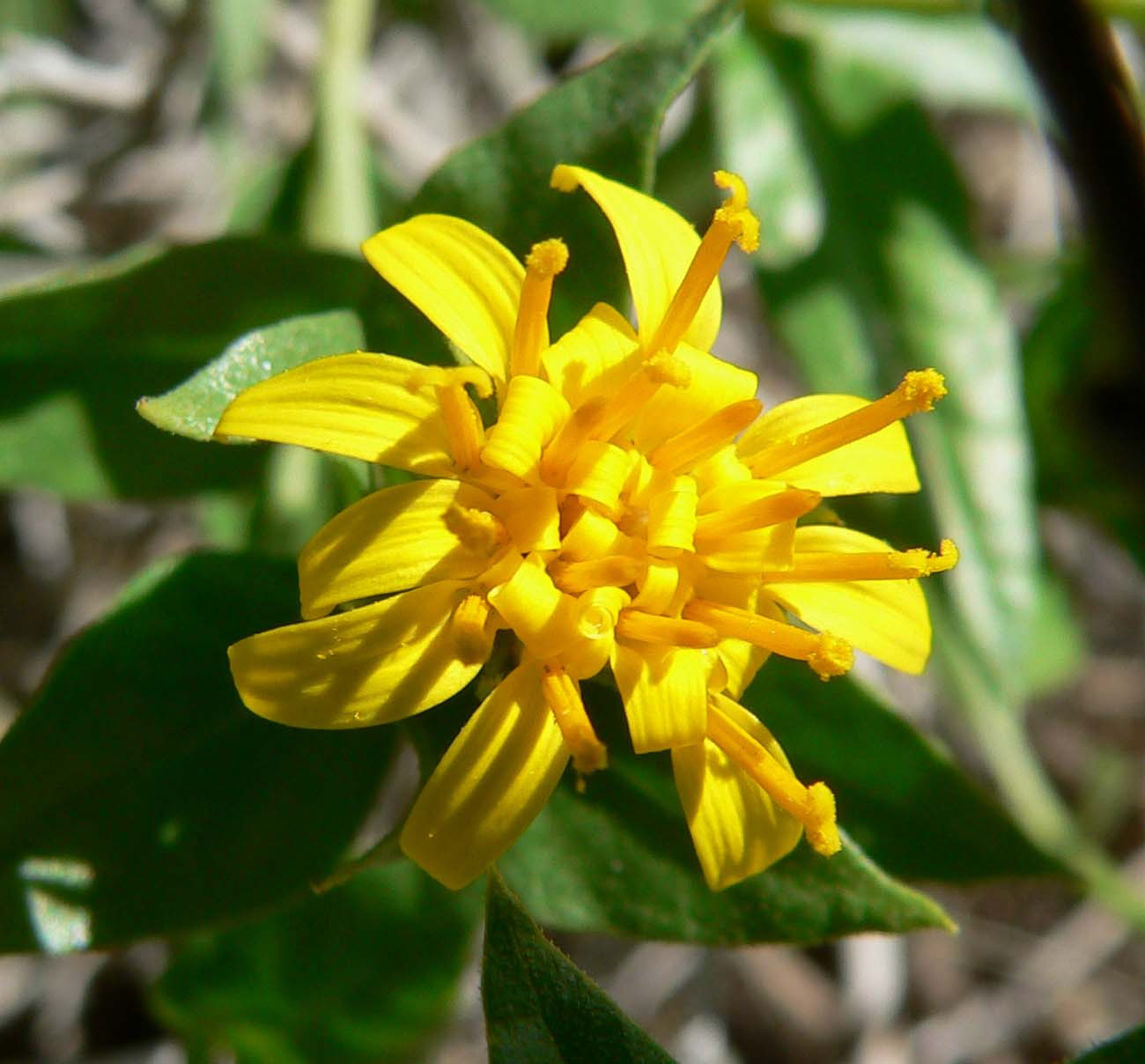
Trixis californica (Nassauvieae)

## Fordítás
- Ez a szócikk részben vagy egészben  a   Mutisioideae című angol Wikipédia-szócikk ezen változatának fordításán alapul.  Az eredeti cikk szerkesztőit annak laptörténete sorolja fel. Ez a jelzés csupán a megfogalmazás eredetét és a szerzői jogokat jelzi, nem szolgál a cikkben szereplő információk forrásmegjelöléseként.